# 大井健郎
大井 健郎（おおい たけお、1973年3月29日 - ）は東北放送（TBC）のラジオ局営業部。東京都町田市出身。
法政大学卒業後、1995年にテレビ北海道へ入社。2003年にTBCへ移籍、2008年4月の報道部記者を経て、現在はラジオ局営業部に所属している。
2005年4月1日にフルキャストスタジアム宮城（当時）の新装・および東北楽天ゴールデンイーグルス初のホーム戦のテレビ実況を担当（対西武ライオンズ。放映は宮城ローカル、解説は田淵幸一）。同年に第30回アノンシスト賞スポーツ実況部門で最優秀賞に輝いた。また、TVh時代にはコンサドーレ札幌の札幌ドームでの初ホーム戦の実況も務めている（対横浜Fマリノス。TVhに加えTVKテレビにもネット。延長戦になり、TVhは前後半終了で飛び降り、TVKは試合終了まで放映）。

## 過去の担当番組

### 東北放送
テレビ
- ウォッチン!みやぎ（火曜スポーツ「たけおが斬る」担当後2007年10月-2008年3月まで週3日MCを担当）
- ニュースの森TBC→イブニングニュースTBC・スポーツコーナー
- 「SUPERベガルタ!」ナレーション
- TBC Exciting Ballpark・実況、リポーター（2005年、2006年）
- Jリーグベガルタ仙台戦・実況（～2006年）
- 仙台国際ハーフマラソン大会・実況（～2006年）

ラジオ
- TBCニューストゥデイ・ニュースデスク
- TBCイーグルスナイター&イーグルスベースボール・実況、リポーター（2005年-2007年）
- TBC Sports Paradise（10月-3月）
- プロ野球三都物語（2005年-2007年）
- Jリーグベガルタ仙台戦・実況
- あガLINE (2013年11月12日、11月26日、12月11日)

### テレビ北海道
- スポーツ中継（サッカー・競馬・スキーなど）
- TVh道新ニュースアイ（金・土担当）
- 経済ナビゲーションHOKKAIDO（ナレーション）
- コンサにアシスト

## 主な実況歴
- 函館スプリントステークス（1998年）